# Distretto di Vorderland
Il distretto di Vorderland è un ex distretto del Canton Appenzello Esterno, in Svizzera. Venne abolito nel 1995.

## Descrizione
Il distretto comprendeva i comuni di Grub, Heiden, Lutzenberg, Rehetobel, Reute, Wald, Walzenhausen e Wolfhalden. Si estendeva su un quinto del territorio cantonale ed era diviso dal resto del cantone dalle gole della Goldach.

## Storia
Il Vorderland passò al Canton Appenzello in seguito alle guerre di Appenzello e fu incorporato nella Rhode di Trogen. Le aspirazioni di emancipazione dei comuni del Vorderland nei confronti del villaggio dominante di Trogen portarono nel 1876 alla suddivisione del territorio antistante la Sitter nei distretti Vorderland e Mittelland.
Il distretto aveva solo limitate funzioni politiche e amministrative. Dal 1980 il Vorderland, tradizionalmente orientato verso l'area del lago di Costanza e la valle del Reno, entrò nell'orbita della città di San Gallo. Dal 1996 i comuni del ex distretto di Vorderland e Oberegg collaborano nell'ambito dell'Associazione Appenzellerland über dem Bodensee.